# Lutz Dombrowski
Lutz Dombrowski (* 25. června 1959, Zwickau) je bývalý německý atlet, olympijský vítěz a mistr Evropy ve skoku do dálky, který reprezentoval tehdejší NDR.
V roce 1979 skončil první na evropském poháru v Turíně. Na světovém poháru v Montrealu 1979 se umístil na druhém místě výkonem 827 cm. O rok později získal na letních olympijských hrách v Moskvě zlatou medaili. Ve finále skočil v páté sérii  do vzdálenosti 854 cm, což v té době znamenalo druhý nejlepší výkon v celé historii . Světový rekord tehdy držel Američan Bob Beamon, který na olympiádě v Ciudad de México v roce 1968 skočil 890 cm. V roce 1982 vybojoval zlatou medaili na mistrovství Evropy v Athénách, kde se na stupních vítězů objevil československý dálkař Jan Leitner, který získal bronz.
Od roku 1979 byl agentem tajné služby Stasi.